# Leśna Podlaska (gmina)
Leśna Podlaska – gmina wiejska w województwie lubelskim, w powiecie bialskim. W latach 1975–1998 gmina położona była w ówczesnym województwie bialskopodlaskim.
Siedziba gminy to Leśna Podlaska.
Według danych z 30 czerwca 2004 gminę zamieszkiwały 4554 osoby.

## Struktura powierzchni
Według danych z roku 2002 gmina Leśna Podlaska ma obszar 97,69 km², w tym:
- użytki rolne: 79%
- użytki leśne: 15%

Gmina stanowi 3,55% powierzchni powiatu.

## Ochrona przyrody
Na obszarze gminy znajduje się rezerwat przyrody Chmielinne chroniący las łęgowy (w szczególności jesionowo-olchowy i wiązowy).

## Demografia

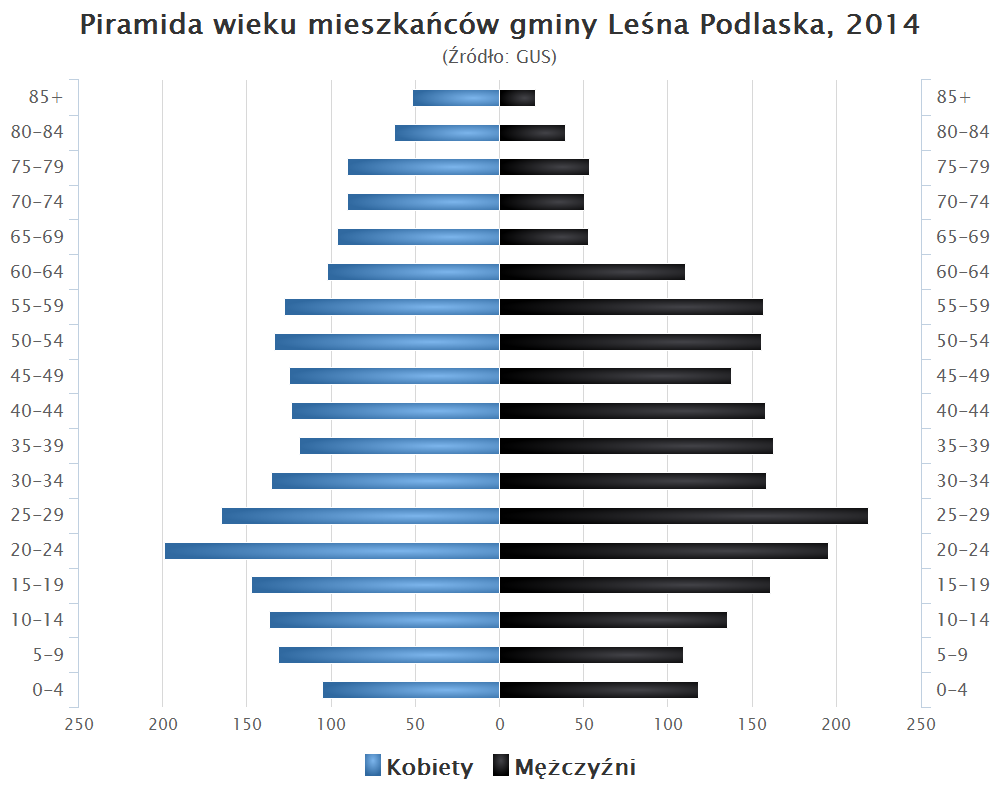
Piramida wieku mieszkańców gminy Leśna Podlaska w 2014 roku

Dane z 30 czerwca 2004:
| Opis                              | Ogółem | Ogółem | Kobiety | Kobiety | Mężczyźni | Mężczyźni |
| --------------------------------- | ------ | ------ | ------- | ------- | --------- | --------- |
| jednostka                         | osób   | %      | osób    | %       | osób      | %         |
| populacja                         | 4554   | 100    | 2276    | 50      | 2278      | 50        |
| gęstość zaludnienia (mieszk./km²) | 46,6   | 46,6   | 23,3    | 23,3    | 23,3      | 23,3      |

## Sołectwa
Bukowice, Bukowice-Kolonia, Droblin, Jagodnica, Klukowszczyzna, Leśna Podlaska, Ludwinów, Mariampol, Nosów, Nosów-Kolonia, Nowa Bordziłówka, Ossówka, Stara Bordziłówka, Witulin, Witulin-Kolonia, Worgule, Zaberbecze

## Sąsiednie gminy
Biała Podlaska, Huszlew, Janów Podlaski, Konstantynów, Stara Kornica